# Roland Baumhauer
Roland Baumhauer (* 11. Januar 1956 in Ulm) ist ein deutscher Geograph und  Dekan der Philosophischen Fakultät der Julius-Maximilians-Universität Würzburg.

## Leben
Von 1974 bis 1980 studierte Baumhauer Geographie, Geologie und Mineralogie an der Julius-Maximilians-Universität Würzburg. Anschließend begann er Feldarbeiten zu seiner Dissertation „Zur jungquartären Seenentwicklung im Bereich der Stufe von Bilma (NE-Niger)“, mit der er 1985 promovierte. 
Von 1980 bis 1992 arbeitete er an der Universität Würzburg, zunächst als Wissenschaftlicher Mitarbeiter am Geographischen Institut, später als Akademischer Rat. Er habilitierte 1991 über „Paläoseen in der südlichen zentralen Sahara – Möglichkeiten und Probleme ihrer paläoklimatischen Interpretation“. 
1991 bis 2002 hatte Roland Baumhauer eine Professur für Angewandte Physische Geographie an der Universität Trier inne. Dort war er unter anderem Vizepräsident und 1999/2000 für einige Monate Interimspräsident.
Seit 2002 ist Baumhauer Inhaber des Lehrstuhls für Physische Geographie an der Universität Würzburg. 2011 wurde er zum Dekan der Philosophischen Fakultät gewählt. In seinen Arbeiten untersucht er unter anderem den Wandel von terrestrischen Ökosystemen  sowie die Sedimente von Seen im nördlichen Afrika, Vorderasien und auf der Iberischen Halbinsel. Außerdem befasst er sich mit der Problematik des Umweltmanagements. Dazu zählen die Analyse und Bewertung von Umweltrisiken, die Konzeption und Installation von Umweltinformationssystemen sowie der Aufbau von integrierten Umweltmanagementsystemen unter besonderer Berücksichtigung naturwissenschaftlicher Aspekte in der Landwirtschaft, insbesondere im Weinbau.
Baumhauer ist Verfasser zahlreicher Publikationen und mehrerer Monographien zur Physischen Geographie und deren Teilgebieten. Seit 1998 ist er Mitglied der Kommission für Geomorphologie der Bayerischen Akademie der Wissenschaften.

## Schriften (Auswahl)
- Roland Baumhauer: Geomorphologie. Wissenschaftliche Buchgesellschaft, Darmstadt 2006, ISBN 978-3-534-15635-1.
- Roland Baumhauer, Stefan Winkler: Glazialgeomorphologie – Formung der Landoberfläche durch Gletscher. Borntraeger, 2014, 262 S., ISBN 978-3443071516
- Roland Baumhauer: Physische Geographie. WBG, 2013 [mehrteiliges Werk]
- Rüdiger Glaser unter Mitarbeit von Roland Baumhauer: Geographie Deutschlands. Primus Verlag, 2007, ISBN 978-3896785916
- Roland Baumhauer: Zur jungquartären Seenentwicklung im Bereich der Stufe von Bilma (NE-Niger). Würzburg, Institut für Geographie der Universität, 1986